# Atti di Tommaso
Gli Atti di Tommaso sono un testo dell'inizio del III secolo, uno degli apocrifi del Nuovo Testamento all'interno del sottogenere Atti degli Apostoli. I riferimenti all'opera di Epifanio di Salamina mostrano che era in circolazione nel IV secolo. Le versioni complete sopravvissute sono siriaca e greca. Ci sono molti frammenti sopravvissuti del testo. Gli studiosi rilevano dal greco che il suo originale era scritto in siriaco, il che colloca gli Atti di Tommaso a Edessa, probabilmente scritti prima del 240 d.C. I manoscritti siriaci sopravvissuti, tuttavia, sono stati modificati per eliminarli apertamente dai più non ortodossi Passi encratiti, in modo che le versioni greche riflettano la tradizione precedente.
Sopravvivono frammenti di altri quattro cicli di romanzi attorno alla figura di San Tommaso apostolo, ma questo è l'unico completo. Non va confuso con i primi "detti" evangelici di Tommaso . "Come altri atti apocrifi che combinano leggenda popolare e propaganda religiosa, l'opera tenta di intrattenere e istruire. Oltre ai racconti delle avventure di Tommaso, i suoi elementi poetici e liturgici forniscono prove importanti per le prime tradizioni cristiane siriane", secondo l'Anchor Bible Dictionary .
Atti di Tommaso è una serie di atti episodici (latino passio) avvenuti durante la missione evangelistica di Giuda Tommaso ("Giuda il gemello") nell'India nord- occidentale, in particolare nel regno indo-partico. Si conclude con il suo martirio: muore trafitto di lance, dopo essersi guadagnato le ire del monarca Misdeo, ritenuto essere Abdagase I, viceré dei Gondofarne nel Sistan, l'attuale Afghanistan meridionale,  a causa della sua conversione delle mogli e di un parente di Misdeo, Carisio. Fu imprigionato mentre convertiva i seguaci indiani vinti attraverso l'esecuzione di miracoli.
Incorporato negli Atti di Tommaso in luoghi diversi in base alle diverse tradizioni manoscritte è un inno siriaco, The Hymn of the Pearl, (o Hymn of the Soul ), una poesia che ha guadagnato una grande popolarità nei circoli cristiani tradizionali. L'Inno è più antico degli Atti in cui è stato inserito, e da solo vale la pena di apprezzarlo. Il testo è interrotto dalla poesia di un altro inno, quello che inizia "Vieni, santo nome del Cristo che è al di sopra di ogni nome" (2,27), tema ripreso nel cristianesimo cattolico nel XIII secolo come Santo Nome.
La tradizione cristiana tradizionale rifiuta gli Atti di Tommaso come pseudoepigrafici e apocrifi, e, da parte sua, la Chiesa cattolica romana dichiarò gli Atti come eretici al Concilio di Trento. (Vedi anche Leucio Carinus)

San Tommaso è spesso indicato con il suo nome Giuda (il suo nome completo è Tommaso Giuda Didimo ), poiché sia Tommaso che Didimo significano semplicemente gemello, e diversi studiosi ritengono che gemello sia solo una descrizione e non inteso come nome. I manoscritti terminano con:
"Sono compiuti gli atti dell'apostolo Giuda Tommaso, che fece in India, adempiendo il comandamento di colui che l'ha mandato. A chi sia gloria, mondo senza fine. Amen."

## Testimonianze
Tra i manoscritti in lingua siriaca il più antico è un palinsesto frammentario (Sinai 30) del V o VI secolo, mentre la copia completa più antica risale al 936 (British Museum add. 14.654). Tra i manoscritti in lingua greca, quelli più antichi sono solo parziali e datano al X secolo, mentre quelli completi più antichi (Paris. gr. 1510 and Vallicel. B 35) risalgono all'XI secolo.
Esistono testimonianze degli scrittori cristiani che testimoniano la diffusione degli Atti alla fine del IV secolo: ne danno testimonianza Epifanio di Salamina, che ne riporta l'uso da parte degli Encratiti (Anac. 47.1, 60.1.5), Agostino d'Ippona, secondo il quale erano utilizzati dai Manichei (De serm. dom. in monte 1.20.65; c. Adiamantium 17; c. Faustum 14 e 22.79), oltre a riferimenti contenuti nei salmi manichei. Furono probabilmente in uso anche nei secoli seguenti, anche se le testimonianze sono più diradate (Fozio di Costantinopoli, nel IX secolo, e Niceta di Tessalonica, XI secolo).

## Composizione
Si ritiene che la composizione degli Atti debba risalire al primo quarto del III secolo. Sarebbero infatti successivi, anche se di poco, agli Atti di Pietro, agli Atti di Giovanni e agli Atti di Paolo, che erano diffusi già durante il II secolo. Il termine ad quem per la composizione dovrebbe essere il 225 circa: alcune parti dell'opera, e in particolare l'«Inno della Perla», fanno pensare ad una composizione all'epoca dell'Impero partico, dominazione che ebbe fine nel 226 circa. È comunque probabile che nel tardo III secolo o nel IV secolo gli Atti di Tommaso siano stati rimaneggiati, in particolare in ambienti manichei.
Non è chiaro se la lingua originale di composizione fosse il siriaco o il greco: certamente la versione siriaca è la più antica tra quelle esistenti e la versione greca deriva da questa, ma il contenuto di alcuni manoscritti suggerisce l'esistenza di un originale greco poi andato perduto.

## Sinossi
Gli Atti di Tommaso collegano il ministero indiano dell'apostolo Tommaso con due re. Secondo una delle leggende degli Atti, Tommaso all'inizio era riluttante ad accettare questa missione, ma il Signore gli apparve in una visione notturna e gli disse: “Non temere, Tommaso. Va in India e proclamate la Parola, perché la mia grazia sarà con te». Ma l'Apostolo continuava a esitare, così il Signore respinse l'ostinato discepolo ordinando circostanze così convincenti che fu costretto ad accompagnare un mercante indiano, Abbanes, nel suo luogo natale nel nord-ovest dell'India, dove si trovò al servizio dell'Indo. -Re dei Parti Gondophares. Il ministero dell'apostolo provocò molte conversioni in tutto il regno, inclusi il re e suo fratello. 
L'affermazione fatta dagli Atti di Tommaso di aver viaggiato nella terra dei Parti e al confine con l'India è supportata da altre registrazioni dell'epoca, da scrittori come Efrem il Siro, dove Eusebio, Origene e gli Atti di Tommaso affermano che qui è qui che morì, trafitto dalle lance dopo aver ascoltato l'ira del monarca Misdeo, ritenuto essere Abdagase I, viceré di Gondofarne nel Sistan, l'attuale Afganistan meridionale.
Secondo la leggenda, Tommaso era un abile falegname e gli fu chiesto di costruire un palazzo per il re. Tuttavia, l'Apostolo decise di dare una lezione al re dedicando la concessione regale agli atti di carità e accumulando così un tesoro per la dimora celeste. Sebbene si sappia poco della crescita immediata della chiesa, Bar-Daisan (154–223) riferisce che ai suoi tempi c'erano tribù cristiane nell'India settentrionale che affermavano di essere state convertite da Tommaso e di avere libri e reliquie per dimostrarlo. Ma almeno nell'anno dell'istituzione del Secondo Impero Persiano (226), c'erano vescovi della Chiesa d'Oriente nel nord-ovest dell'India comprendente Afghanistan e Baluchistan, con laici e chierici impegnati nell'attività missionaria.

## Contenuto
Il testo è suddiviso per titoli:
- 1 - quando andò in India con il mercante Abbanes. E dice anche che Gesù è il figlio di Giuseppe. Gli apostoli tirano a sorte per vedere chi andrà dove come missionario. Tommaso ottiene l'India, ma rifiuta la sua missione, anche dopo che Gesù gli ha parlato. Gesù appare quindi in forma umana e vende Tommaso a un mercante come schiavo, poiché Tommaso è abile come falegname. A Tommaso viene poi chiesto se Gesù è il suo maestro, cosa che afferma. Solo allora accetta la sua missione.
- 2 - riguardo alla sua venuta al re Gundaforo
- 3 - riguardo al serpente
- 4 - riguardante il puledro
- 5 - riguardo al diavolo che ha preso dimora nella donna
- 6 - del giovane che ha ucciso la donna. Una giovane coppia inizia ad avere problemi di relazione quando la donna si dimostra troppo appassionata di sesso, mentre il maschio sostiene di essere casto, onorando gli insegnamenti di Tommaso. Quindi il maschio uccide il suo amante. Viene a prendere l'eucaristia con altri alla presenza di Tommaso, ma la sua mano appassisce e Tommaso si rende conto che il maschio ha commesso un crimine. Dopo essere stato sfidato, il maschio rivela il suo crimine, e il motivo, quindi Tommaso lo perdona, poiché il suo motivo era buono, e va a cercare il corpo della donna. In una locanda, Tommaso e quelli con lui depongono il corpo della donna su un divano e, dopo aver pregato, Tommaso fa tenere all'uomo la mano della donna, dopodiché la donna torna in vita.

La storia ha chiaramente i temi gnostici della morte e della risurrezione, la morte non è una cosa negativa ma il risultato della ricerca dell'insegnamento gnostico e la risurrezione in una vita più grande, una volta compreso l'insegnamento gnostico.
- 7 - del Capitano
- 8 - degli asini selvatici
- 9 - della moglie di Carisio
- 10 - in cui Mygdonia riceve il battesimo
- 11 - riguardo alla moglie di Misdeo
- 12 - riguardo a Ouazanes (Iuzanes) figlio di Misdaeus
- 13 - in cui Iuzanes riceve il battesimo con il resto
- Il martirio di Tommaso
- Leucio Carinus